# Joachim Westphal
Joachim Westphal (Hamburgo, 1510 — 16 de janeiro de 1574) foi um teólogo alemão "Gnesio-Luterano".

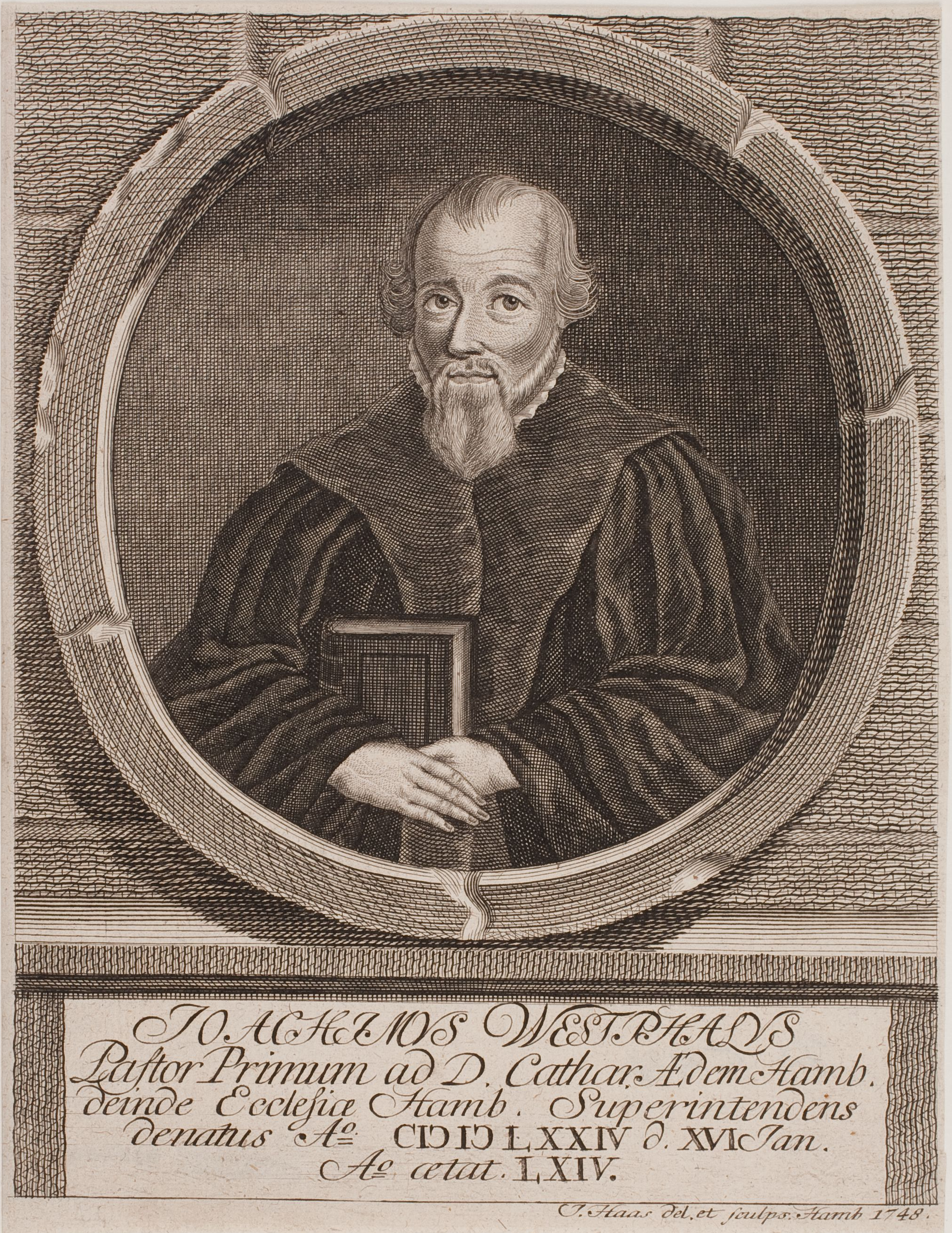
Joachim Westphal

## Biografia
Um dos mais fervorosos polemistas da ortodoxia luterana no século XVI, Westphal estudou em Wittenberg com Lutero e Melâncton, ensinou e pregou em Rostock e Hamburgo.
Ele entrou em sucessivas controvérsias com Melâncton e seus discípulos, defendendo apaixonadamente as ideias de Flácio, com Osiander, e especialmente com Pedro Mártir, Laski e Calvino sobre o assunto da Última Ceia.
Ele foi particularmente duro com os reformadores, que a perseguição de Mary Tudor expulsou da Inglaterra, e que ele, por sua vez, ajudou a expulsar das principais cidades do norte da Alemanha.
A lista dos numerosos e pouco edificantes escritos controversos de Westphal encontra-se no Corpus Reformatorum de Bretschneider (VII-IX) e na Cimbria literata de Johannes Murmellius.